# صوفيا روتشا
صوفيا روتشا (بالإسبانية: Sofía Rocha)‏ هي ممثلة بيروفية، ولدت في 4 أكتوبر 1967 في ليما في بيرو، وتوفي بنفس المكان في 25 مارس 2019.

## وصلات خارجية
- صوفيا روتشا على موقع IMDb (الإنجليزية)
- صوفيا روتشا على موقع قاعدة بيانات الفيلم (الإنجليزية)